# Jovan Vlalukin
Jovan Vlalukin (in serbo Јован Влалукин?; Novi Sad, 21 maggio 1999) è un calciatore serbo, difensore svincolato.

## Caratteristiche tecniche
È un terzino destro.

## Carriera

### Club
Cresciuto nel settore giovanile del Partizan, inizia la sua carriera professionistica in prestito al Teleoptik, dove gioca 43 partite in seconda divisione. Nel luglio 2019 viene ceduto a titolo definitivo al Metalac.

### Nazionale
Ha giocato nelle nazionali giovanili serbe Under-19 ed Under-21.
Il 25 gennaio 2021 debutta con la nazionale maggiore giocando l'amichevole pareggiata 0-0 contro la Rep. Dominicana.

## Statistiche
Statistiche aggiornate al 29 gennaio 2021.

### Presenze e reti nei club
| Stagione        | Squadra         | Campionato      | Campionato | Campionato | Coppe nazionali | Coppe nazionali | Coppe nazionali | Coppe continentali | Coppe continentali | Coppe continentali | Altre coppe | Altre coppe | Altre coppe | Totale | Totale | Totale |
| Stagione        | Squadra         | Comp            | Pres       | Reti       | Comp            | Pres            | Reti            | Comp               | Pres               | Reti               | Comp        | Pres        | Reti        | Pres   | Reti   |        |
| --------------- | --------------- | --------------- | ---------- | ---------- | --------------- | --------------- | --------------- | ------------------ | ------------------ | ------------------ | ----------- | ----------- | ----------- | ------ | ------ | ------ |
| gen.-giu. 2018  | Teleoptik       | 2L              | 10         | 1          | CS              | 0               | 0               |                    | -                  | -                  |             | -           | -           | 10     | 1      |        |
| 2018-2019       | Teleoptik       | 2L              | 33         | 2          | CS              | 1               | 0               |                    | -                  | -                  |             | -           | -           | 34     | 2      |        |
| 2019-2020       | Metalac         | 2L              | 12         | 0          | CS              | 0               | 0               |                    | -                  | -                  |             | -           | -           | 12     | 0      |        |
| 2020-2021       | Metalac         | SL              | 15         | 0          | CS              | 2               | 0               |                    | -                  | -                  |             | -           | -           | 17     | 0      |        |
| Totale carriera | Totale carriera | Totale carriera | 70         | 3          |                 | 3               | 0               |                    | 0                  | 0                  |             | -           | -           | 73     | 3      |        |

### Cronologia presenze e reti in nazionale
| Cronologia completa delle presenze e delle reti in nazionale ― Serbia | Cronologia completa delle presenze e delle reti in nazionale ― Serbia | Cronologia completa delle presenze e delle reti in nazionale ― Serbia | Cronologia completa delle presenze e delle reti in nazionale ― Serbia | Cronologia completa delle presenze e delle reti in nazionale ― Serbia | Cronologia completa delle presenze e delle reti in nazionale ― Serbia | Cronologia completa delle presenze e delle reti in nazionale ― Serbia | Cronologia completa delle presenze e delle reti in nazionale ― Serbia |
| Data                                                                  | Città                                                                 | In casa                                                               | Risultato                                                             | Ospiti                                                                | Competizione                                                          | Reti                                                                  | Note                                                                  |
| --------------------------------------------------------------------- | --------------------------------------------------------------------- | --------------------------------------------------------------------- | --------------------------------------------------------------------- | --------------------------------------------------------------------- | --------------------------------------------------------------------- | --------------------------------------------------------------------- | --------------------------------------------------------------------- |
| 25-1-2021                                                             | Santo Domingo                                                         | Rep. Dominicana                                                       | 0 – 0                                                                 | Serbia                                                                | Amichevole                                                            | -                                                                     | 46’                                                                   |
| 29-1-2021                                                             | Panama                                                                | Panama                                                                | 0 – 0                                                                 | Serbia                                                                | Amichevole                                                            | -                                                                     | 46’                                                                   |
| Totale                                                                |                                                                       | Presenze                                                              | 2                                                                     |                                                                       | Reti                                                                  | 0                                                                     |                                                                       |